# Друммонд, Томас
Томас Друммонд (англ. Thomas Drummond) (10 октября 1797, Эдинбург, Шотландия, Великобритания — 15 апреля 1840, Дублин, Ирландия, Соединённое королевство) — шотландский армейский офицер, инженер, изобретатель «друммондова света» и государственный чиновник. Сторонник Вигов, участвовал в составлении билля о реформе, и позже был выдвинут на пост Младшего Секретаря Ирландии (англ. Under-Secretary for Ireland), который он занимал с 1835 года до своей смерти в 1840-м.

## Биография
Друммонд был вторым из трёх сыновей. Несмотря на раннюю смерть отца, мать Томаса озаботилась его образованием. Он закончил Эдинбургскую высшую школу (англ. Edinburgh High School), а в 1813 году стал кадетом Корпуса королевских инженеров в Королевской военной академии (Вулидж) Вулидже, показав ранний интерес к математике. После Вулиджа Друммонд вернулся в Эдинбурге, где занимался общественными работами. Ему было скучно и он был зачислен на обучение в лондонскую коллегию барристеров Линкольнс-Инн. Затем Друммонда приняли на работу, где он мог использовать свои знания тригонометрии, чтобы помочь провести геодезические работы в Хайленде.
В 1825 году, вернувшись в Лондоне, Друммонд решил улучшить свои знания в математике и естественных науках. Он посещал лекции сэра Майкла Фарадея. На них он узнал о световых эффектах, позднее названных в его честь — «друммондов свет».
В 1824 году Драммонд был переведён в Государственное картографическое управление (англ. Ordnance Survey) Ирландии и здесь использовал новый «друммондов свет». Он сообщил, что свет можно было наблюдать 68 миль и он отбрасывал тень на расстоянии 13 миль. Друммонд покинул Ирландию и вернулся уже после принятия Билля о реформе 1832 года. За заслуги перед партией вигов, выступая в качестве секретаря лорда Спенсера, лорд-канцлер Генри Брум назначил ему пенсию в 300 фунтов в год.
В 1835 году Друммонд, вновь занявшийся обследованиями Ирландии, женился на богатой наследнице Марии Киннэйрд, приёмной дочери коммерсанта, политика и поэта Ричарда Шарпа. У них было трое детей, Эмили, Мэри и Фанни.
В том же 1835 году Друммонд был назначен на значительную должность младшего секретаря Ирландии (постоянный заместитель лорда-наместника Ирландии), возглавляя администрацию в Дублинском замке, которую он занимал с до своей смерти в 1840 году. Будучи сторонником вигов, Друммонд пользовался уважением среди ирландцев, к которым он относился к беспристрастно.
Друммонд умер в 1840 году и был похоронен на кладбище Джером-Маунт в Дублине. Семейный врач доктор Джонсон сделал вывод о том, что он страдал от перитонита, который был симптомом неопределённой медицинской причины. Есть мнение, что до преждевременной смерти Друммонда довели переутомление и стресс, ставшие следствием его работы младшим секретарём Ирландии.

## Произведения о Друммонде
- O'Brien, R. B. Thomas Drummond, under-secretary in Ireland, 1835-40: life and letters (англ.). — London: Kengan Paul, Trench & Company, 1889.
- M'Lennan, J. F. Memoir of Thomas Drummond, R.E., F.R.A.S., under secretary to the lord lieutenant of Ireland, 1835-1840 (англ.). — Toronto: Edinburgh Edmonston and Douglas, 1867.